# Vert-Vert
Vert-Vert ou les Voyages du perroquet de la Visitation de Nevers (as Viagens do papagaio do Convento da Visitação de Nevers) é um poema escrito por Jean-Baptiste Gresset em 1734.

## Composição e publicação
Este poema decassilábico em quatro cantos composto por Jean-Baptiste-Louis Gresset teve a sua primeira edição em 1734, com o título Vairvert ou les Voyages du perroquet de la Visitation de Nevers e o subtítulo de "poema heroico-cómico". A partir das edições seguintes passa a ser apenas um "poema heroico", as viagens passam a viagem, o papagaio passa a ser apenas de Nevers e a ortografia do título Ver Vert e depois Vert-Vert.
As primeira edições parecem ter sido feitas sem a autorização do autor, como mencionado por Gresset na "edição de Soissons", de  1735.
As edições mais recentes são as de 1924 e 1945, ilustradas respetivamente por Francisco-Maurice Roganeau e Jean Trubert. Um extrato do poema foi publicado no volume II da nova Antologia da poesia francesa (2000) da Bibliothèque de la Pléiade.

## Argumento
Vert-Vert é a história humorística de um papagaio educado num convento em Nevers. Criado pelas irmãs da visitação, Vert-Vert, "o papagaio devoto", fala numa linguagem muito cristã. Solicitado pelas religiosas de uma congregação de Nantes, é entregue, para ser transportado para Nantes, a um barqueiro de batelão do Loire. Naturalmente, durante a viagem, o papagaio aprende o vocabulário dos marinheiros e das mulheres de má-vida. Chegado ao destino, o papagaio diz palavrões como os marinheiros. As religiosas de Nantes, espantadas, devolvem-o a Nevers, onde com grande dificuldade voltam a ensinar-lhe latim. O papagaio acaba os seus dias rodeado de grandes atenções, ao ponto de morreu de indigestão.

## Posteridade e adaptações
A história da Vert-Vert foi fonte de inspiração nos campos da literatura, do teatro e da pintura até meados do século XIX.

### Literatura
Gustave Flaubert, autor de Un Coeur Simple, sobre outro papagaio, dispunha de uma cópia de Vert-Vert na sua biblioteca pessoal. Nas Mémoires du général baron de Marbot (1891), o autor, Jean-Baptiste Antoine Marcelino de Marbot, refere que, na sua infância, leu a história de Vert-Vert entre as irmãs da Visitação, em Nevers.
Louis-Étienne Saint-Denis, o mameluco Ali, refere que Napoleão leu Vert-Vert durante a sua passagem por Santa-Helena.

### Teatro
Les Visitandines, uma ópera-cómica em 3 atos, com libreto de Louis-Benoît Picard e música de  François Devienne, foi estreada em Paris, na sala de Favart , em 7 de julho de 1792. Durante a Restauração, a obra foi revista, tendo sido reduzida a 2 atos e representada com o título: Le Pensionnat de jeunes demoiselles le 15 mars 1825. Vert-Vert, uma comédia em 3 atos de Adolphe de Leuven e Augusto Pittaud de Forges foi estreada em 15 de março de 1832 no Teatro do Palais-Royal, por Virginie Déjazet. Vert-Vert, uma ópera cómica em 3 atos, com libreto de Henri Meilhac e Charles Nuitter, e música de Jacques Offenbach, foi estreada na Opéra-Comique em 10 de março de 1869.

### Pintura
Fleury Francisco Richard pintou em 1804 Vert-Vert, óleo sobre madeira, 58 x 41 cm, atualmente no Musée des Beaux-arts de Lyon. Le Perroquet Vert-Vert au couvent des Visitandines de Nantes, aguarela guache, 12,5 x 15 cm, pintado por Jean-Claude Rumeau em 1820, foi apresentado no museu do Real Mosteiro de Brou, em Bourg-en-Bresse, França, por ocasião da exposição L'invention du passé. «Gothique, mon amour», 1802-1830, mas a sua localização atual não é conhecida. Para o salão de 1824, Jean-François Garneray pintou o Départ de Vert-Vert pour Nantes. Em 1827, Louis-Pierre Spindler expôs no museu real três pinturas baseadas no poema de Gresset: Vert-Vert au parloir, Vert-Vert en voyage e Vert-Vert jurant. Cerca de 1830, Auguste Couder pintou com a Mort de Vert-Vert, que se conserva no Museu do Oise, em Beauvais. O Captivité de Vert-Vert de Francisco Marius Granet, óleo sobre tela, 124 x 98 cm, pintado em 1834, está preservado no Museu Granet de Aix-en-Provence. A localização do seu Vert-Vert de 1818, óleo sobre tela, 72,5 x 94 cm, é, no entanto, desconhecida, tal como a do seu Religieuse gardant Vert-Vert, apresentado no salão de 1831. 

L'Arrivée de Vert-Vert à Nantes, de François-Joseph Navez foi elogiado no salão de 1835. O Vert-Vert de Cláudio Jacquand, óleo sobre tela, 41 x 39 cm, pintado em 1835, está no Museu do Real Mosteiro de Brou, em Bourg-en-Bresse. A Arrivée de Vert-Vert à Nantes, de 1847, do mesmo pintor, está no Musée de la Faïence et des Beaux-arts de Nevers. Eugène-Ernest Hillemacher pintou uma Voyage de Vert-Vert, que foi apresentado nos salões de 1853 e 1855 e foi citado como "pertencendo à imperatriz".

Vert-Vert na pintura
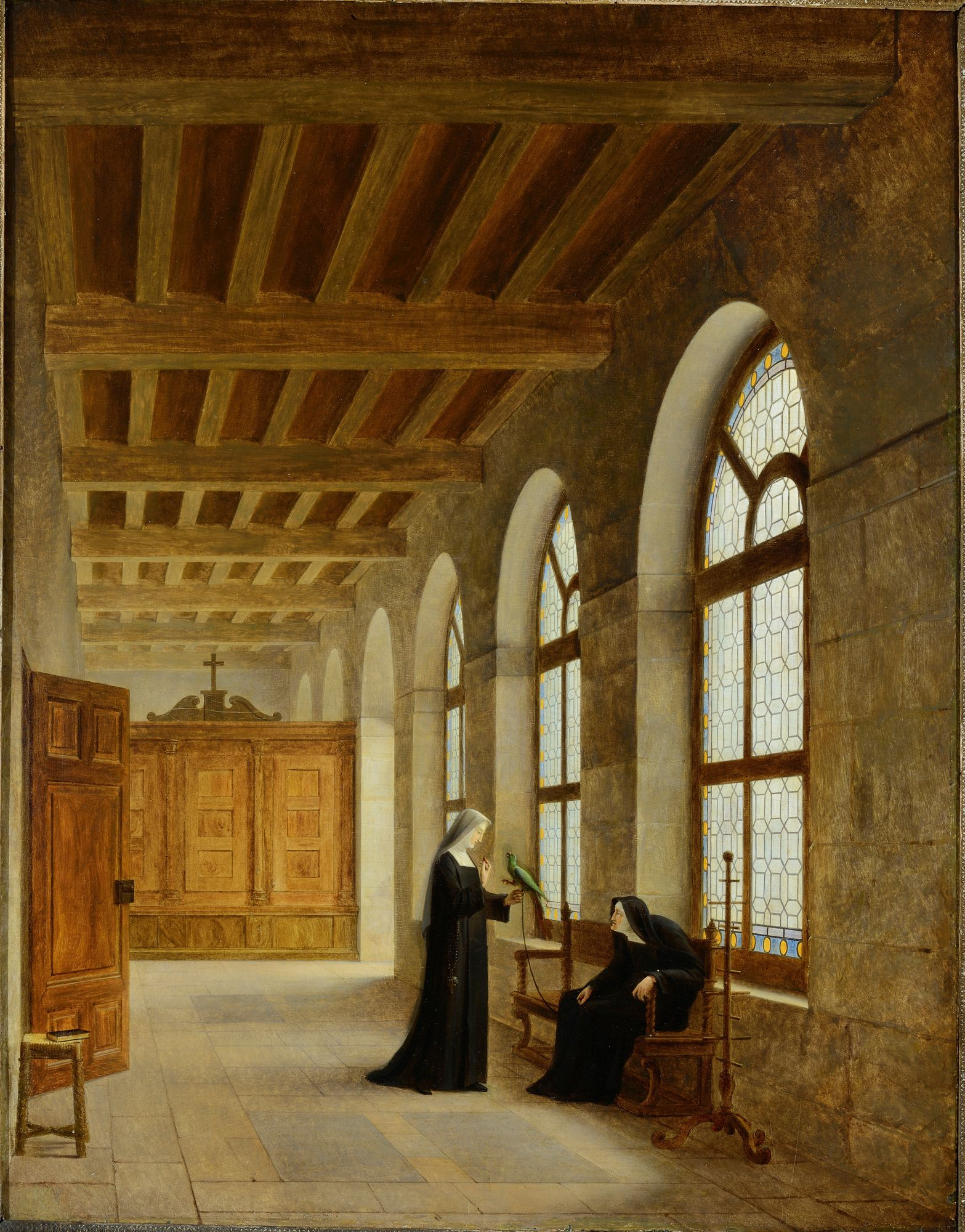
Vert-Vert, Fleury François Richard (1804, Musée des Beaux-arts de Lyon)
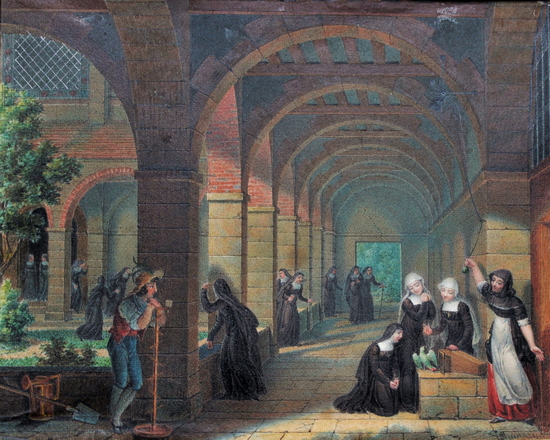
Le Perroquet Vert-Vert au couvent des Visitandines de Nantes, Jean-Claude Rumeau (1820)
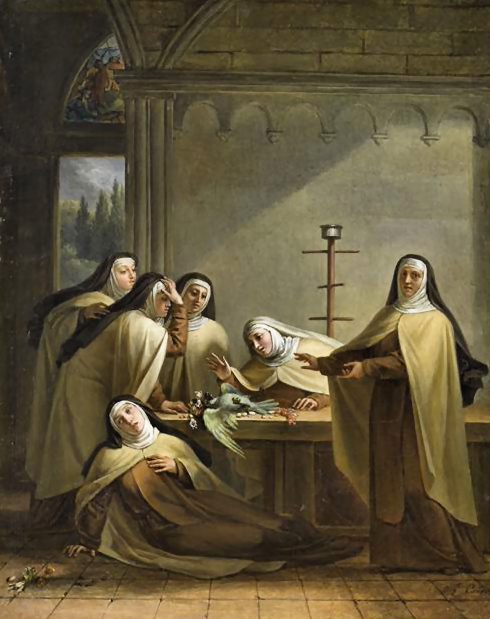
Mort de Vert-Vert, Auguste Couder (1830, Musée de l'Oise à Beauvais)
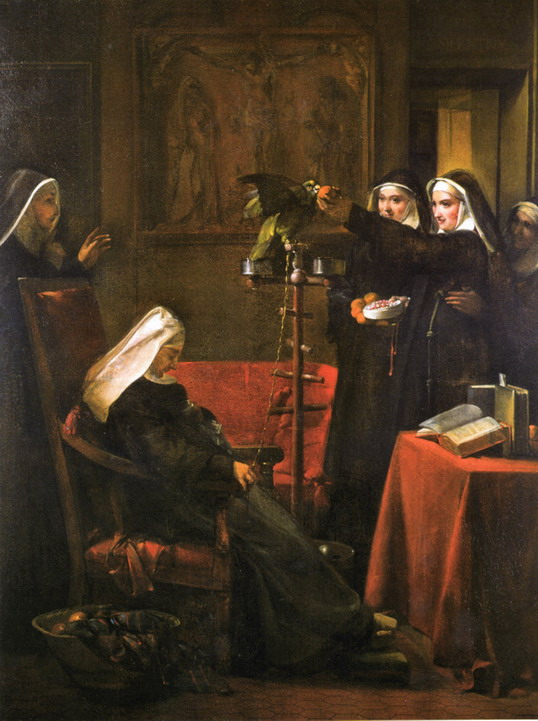
Captivité de Vert-Vert, François Marius Granet (1834, Musée Granet d'Aix-en-Provence)
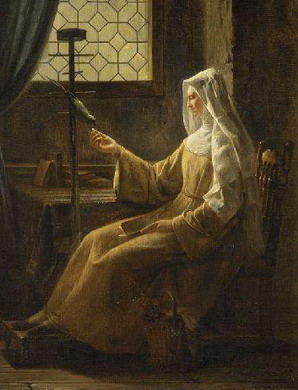
Vert-Vert, Claudius Jacquand (1835, Musée du monastère royal de Brou à Bourg-en-Bresse)
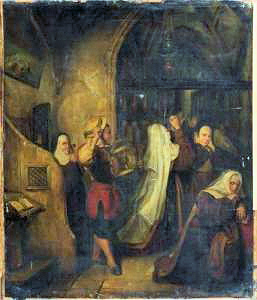
L'Arrivée de Vert-Vert à Nantes, Claudius Jacquand (1847, musée de la faïence et des beaux-arts de Nevers